# Kolakovići (Olovo, BiH)
Kolakovići su naseljeno mjesto u općini Olovo, Federacija Bosne i Hercegovine, BiH.

## Stanovništvo

### 1991.
Nacionalni sastav stanovništva 1991. godine, bio je sljedeći:
ukupno: 271
- Muslimani - 253
- Srbi - 17
- ostali, neopredijeljeni i nepoznato - 1

### 2013.
Nacionalni sastav stanovništva 2013. godine, bio je sljedeći:
ukupno: 127
- Bošnjaci - 125
- Srbi - 2